# Gabriella Pallotta
Gab
Gabriella Pallotta (sinh 06 tháng 10 năm 1938) là một nữ tài tử điện ảnh và người mẫu Ý.

## Lịch sử
Gabriella Manieri Pallotta sinh ngày 06 tháng 10 năm 1938 tại thủ đô Roma. Năm 1956, khi đang theo học nhạc viện khoa dương cầm, cô tình cờ tham gia cuộc thử vai chính trong phim sắp sản xuất Mái nhà (Il tetto) và đỗ đầu. Chỉ thập niên 1950, nữ sinh Gabriella Pallotta hiện diện trong 10 xuất phẩm điện ảnh ăn khách của Michelangelo Antonioni và Mario Monicelli, vụt sáng thành một trong những cái tên được báo giới săn đón nhất.
Ở thập niên 1960, cô thường xuất hiện trong các phim của Steno và Gianni Puccini. Hơn nữa, do ngoại hình giống nhau, Gabriella Pallotta và Lorella De Luca vừa là bạn thân thiết vừa tích cực hỗ trợ nhau trong các vai cần người đóng thế.
Sang thập niên 1970, trong cơn sốt truyền hình thế giới, Gabriella Pallotta bớt dần hoạt động điện ảnh để xuất hiện nhiều hơn trên sân khấu và truyền hình. Tuy nhiên, kể từ năm 1977 khi điện ảnh Ý suy thoái, Gabriella Pallotta nghỉ hẳn các hoạt động nghệ thuật.
Các thập niên sau, bà chỉ thảng hoặc tham gia các sự kiện văn hóa xã hội, chụp ảnh báo và thực hiện vài cuộc phỏng vấn.

## Sự nghiệp
Điện ảnh

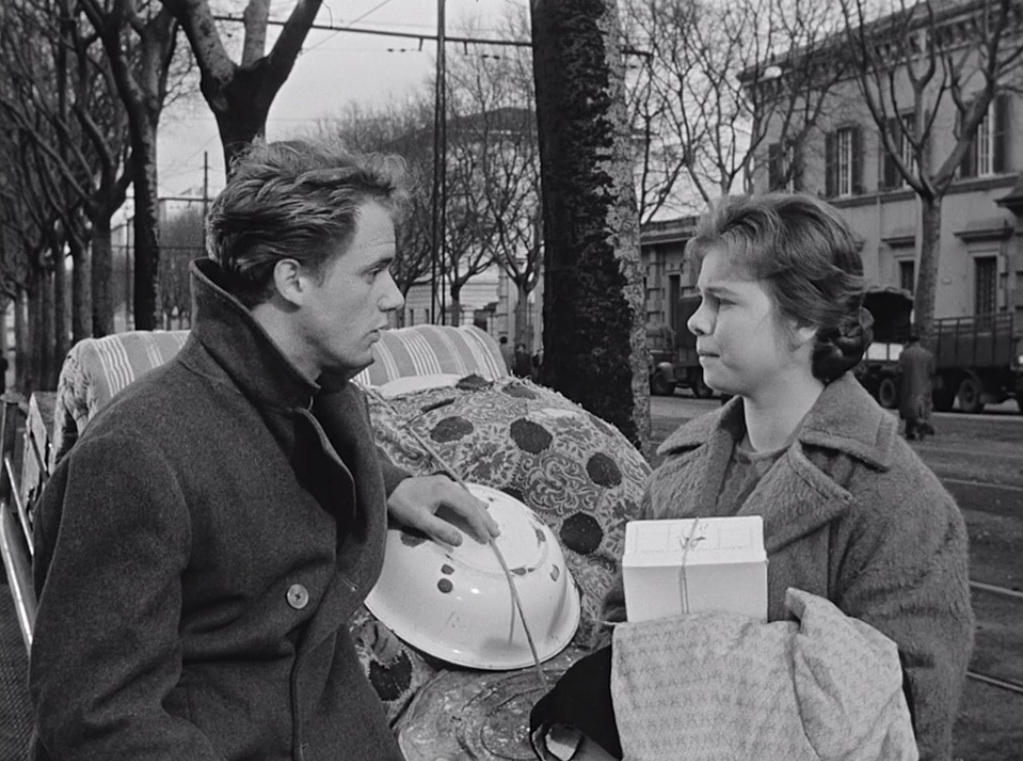
Trong phim đầu tay năm 1956.

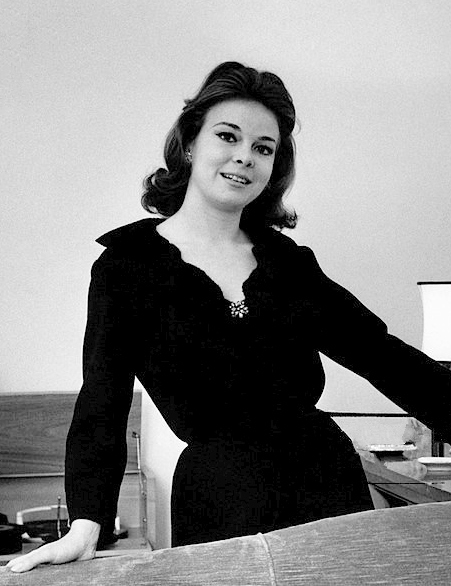
Chân dung năm 1964.

- Il tetto, regia di Vittorio De Sica (1956)
- Il grido, regia di Michelangelo Antonioni (1957)
- Il medico e lo stregone, regia di Mario Monicelli (1957)
- Gli italiani sono matti, regia di Duilio Coletti (1958)
- Guardia, ladro e cameriera, regia di Steno (1958)
- Anna di Brooklyn, regia di Vittorio De Sica e Carlo Lastricati (1958)
- Valeria ragazza poco seria, regia di ti Guido Malatesta (1958)
- L'amico del giaguaro, regia di Giuseppe Bennati (1959)
- I cavalieri del diavolo, regia di Siro Marcellini (1959)
- I mongoli, regia di Leopoldo Savona (1961)
- Il giudizio universale, regia di Vittorio De Sica (1961)
- La viaccia, regia di Mauro Bolognini (1961)
- Madame Sans-Gêne, regia di Christian-Jaque (1961)
- Pranzo di Pasqua (The Pigeon That Took Rome), regia di Melville Shavelson (1962)
- Massacro al Grande Canyon, regia di Sergio Corbucci(1963)
- Il colosso di Roma, regia di Giorgio Ferroni (1964)
- Sáng thế kí (The Bible: In the Beginning...), regia di John Huston (1966)
- All'ombra delle aquile, regia di Ferdinando Baldi (1966)
- Il marinaio del Gibilterra (The Sailor from Gibraltar), regia di Tony Richardson (1967)
- I sette fratelli Cervi, regia di Gianni Puccini (1968)
- Vedove inconsolabili in cerca di... distrazioni, regia di Bruno Gaburro (1969)
- L'arbitro, regia di Luigi Filippo D'Amico (1974)
- Professore venga accompagnato dai suoi genitori, regia di Mino Guerrini (1974)
- Ride bene... chi ride ultimo, regia di Pino Caruso (1977)

Lồng tiếng
- Rita Savagnone in I cavalieri del diavolo, L'arbitro, Professore venga accompagnato dai suoi genitori
- Vittoria Febbi in I mongoli
- Maria Pia Di Meo in La viaccia

Truyền hình RAI
- La commedia di Rugantino, regia di Guglielmo Morandi, trasmessa il 17 gennaio 1961.
- Champignol senza volerlo, regia di Silverio Blasi, trasmessa il 25 febbraio 1963.
- Pel di carota, regia di Silverio Blasi, trasmessa il 29 agosto 1963.
- Antonello capobrigante calabrese, regia di Ottavio Spadaro, trasmessa l'8 luglio 1964.
- La brava gente di Irwin Shaw, regia di Giuseppe Fina, trasmessa il 29 ottobre 1968.
- Nero Wolfe, serie televisiva, episodio "Per la fama di Cesare", regia di Giuliana Berlinguer, trasmesso il 21 e 28 marzo 1969.
- Papà Goriot di Honoré de Balzac, regia di Tino Buazzelli, trasmessa il 6 e il 13 febbraio 1970.
- Un mese per morire di Janet Green, regia di Giacomo Colli, trasmessa l'8 novembre 1974.

## Liên kết
1. ↑  35 foto e immagini di Gabriella Pallotta
2. ↑  Interview with Gabriella Pallotta on Vittorio De Sica's Il tetto (1956)

Tài liệu
- Dizionario del cinema italiano - Le attrici, Gremese editore, Roma, 1999.
- Cataloghi Bolaffi del Cinema Italiano 1945/1955 - 1956/1965 - 1966/1975.

Tư liệu
- Gabriella Pallotta trên IMDb